# Municipio de Somerset (Míchigan)
El municipio de Somerset (en inglés: Somerset Township) es un municipio ubicado en el condado de Hillsdale en el estado estadounidense de Míchigan. En el año 2010 tenía una población de 4623 habitantes y una densidad poblacional de 50,2 personas por km².

## Geografía
El municipio de Somerset se encuentra ubicado en las coordenadas 42°1′52″N 84°25′16″O / 42.03111, -84.42111. Según la Oficina del Censo de los Estados Unidos, el municipio tiene una superficie total de 92.09 km², de la cual 86.54 km² corresponden a tierra firme y (6.02%) 5.55 km² es agua.

## Demografía
Según el censo de 2010, había 4623 personas residiendo en el municipio de Somerset. La densidad de población era de 50,2 hab./km². De los 4623 habitantes, el municipio de Somerset estaba compuesto por el 97.21% blancos, el 0.54% eran afroamericanos, el 0.39% eran amerindios, el 0.24% eran asiáticos, el 0.02% eran isleños del Pacífico, el 0.56% eran de otras razas y el 1.04% pertenecían a dos o más razas. Del total de la población el 2.44% eran hispanos o latinos de cualquier raza.